# Quản lý khách hàng tiềm năng
Quản lý khách hàng tiềm năng là tập hợp các phương pháp, hệ thống và thực tiễn được thiết kế để tạo ra khách hàng kinh doanh tiềm năng mới, thường được điều hành thông qua nhiều chiến dịch hoặc chương trình tiếp thị khác nhau. Quản lý khách hàng tiềm năng tạo điều kiện cho kết nối của doanh nghiệp giữa quảng cáo tiêu dùng đi và phản hồi của quảng cáo đó. Các quy trình này được thiết kế cho các chiến lược doanh nghiệp với doanh nghiệp và trực tiếp đến người tiêu dùng. Quản lý khách hàng tiềm năng trong nhiều trường hợp là tiền thân của quản lý bán hàng và quản lý quan hệ khách hàng. Kết nối quan trọng này tạo điều kiện cho lợi nhuận kinh doanh thông qua việc mua lại khách hàng mới, bán cho khách hàng hiện tại và tạo thương hiệu thị trường. Quy trình này cũng được gọi chính xác là quản lý sở hữu khách hàng.
Các nguyên tắc chung của quản lý khách hàng tiềm năng tạo ra một cấu trúc được sắp xếp để quản lý khối lượng yêu cầu kinh doanh, thường được gọi là khách hàng tiềm năng. Quá trình này tạo ra một kiến trúc để tổ chức dữ liệu, phân phối trên các giai đoạn khác nhau của một quy trình bán hàng và trên một lực lượng bán hàng phân tán. Với sự ra đời của Internet và các công nghệ hệ thống thông tin khác, quy trình này nhanh chóng trở thành trung tâm công nghệ, vì các doanh nghiệp thực hành kỹ thuật quản lý dẫn đầu đã chuyển phần lớn khối lượng công việc trước đó sang hệ thống tự động hóa.
Cùng với các hoạt động kinh doanh khác có liên quan - tiếp thị, phát triển thương hiệu, quảng cáo và bán hàng - mục tiêu của sáng kiến quản lý khách hàng hiệu quả là tạo doanh thu kinh doanh mới, tăng sự hiện diện và cải thiện thái độ chung của khách hàng tiềm năng và công chúng phát triển kinh doanh trong tương lai.
Trong khi phạm vi đơn giản, quy trình lưu chuyển khách hàng tiềm năng (hoặc yêu cầu) có thể trở nên phức tạp như tương tác khách hàng, khách hàng tiềm năng và chuyên gia bán hàng. Tương tác và hành động tiếp theo tạo ra nhiều kết quả tiềm năng, cả về sản xuất và phản tác dụng đối với phát triển kinh doanh. Điều này ngày càng tăng của các kịch bản tạo ra ngắt kết nối chức năng, nói cách khác, cơ hội quan trọng để xử lý sai một cuộc điều tra làm giảm hoặc phá hủy giá trị tiềm năng của nó. Việc quản lý thích hợp các kịch bản này là chức năng quản lý khách hàng tiềm năng và là cơ sở của phần mềm như tự động hóa tiếp thị.

## Kiến trúc quản lý khách hàng tiềm năng

### Tạo khách hàng tiềm năng
Tạo ra tiềm năng hoặc tạo khách hàng tiềm năng có thể liên quan đến vô số các công nghệ và phương pháp tiếp thị. Bất kể nó đạt được thế nào, tuy nhiên, từ quan điểm kiến trúc, tạo ra khách hàng tiềm năng chỉ đơn giản là khả năng thu hút sự quan tâm của người tiêu dùng và nắm bắt đủ dữ liệu để xác nhận và ưu tiên sở thích của họ, sau đó liên hệ với họ.

### Sở hữu và phân phối khách hàng tiềm năng
Việc sở hữu khách hàng tiềm năng là điều đầu tiên, và có thể là kết nối tiềm năng quan trọng nhất trong quá trình quản lý khách hàng tiềm năng. Với hàng tỷ tiền chi tiêu cho quảng cáo, trong nhiều trường hợp, giá trị của các khoản chi đó bị giảm vì thông tin liên quan từ các phản hồi không được thu thập hoặc phân phối. Giá trị của quá trình này được liên kết chặt chẽ với nhiều lý thuyết phản hồi của người tiêu dùng làm nổi bật mức độ liên quan và đáp ứng của trải nghiệm khách hàng là thành phần quan trọng trong việc biến khách hàng tiềm năng thành khách hàng thực. Sau khi sở hữu, tốc độ, độ chính xác và mức độ liên quan của phản hồi có thể ảnh hưởng lớn đến quyết định mua của người tiêu dùng tiềm năng, hoặc không mua, một sản phẩm hoặc dịch vụ.
Một ví dụ có liên quan của quá trình này là việc sử dụng Internet, tiếp thị trực tuyến và phân tích web cho việc tạo khách hàng tiềm năng cấp cao. Người tiêu dùng thường sử dụng Internet và đưa ra các yêu cầu Internet cho các sản phẩm và dịch vụ ngoài mong muốn thuận tiện và tiết kiệm thời gian. Do đó, họ mong đợi một phản ứng kịp thời, phù hợp với các yêu cầu được thực hiện. Nếu việc sở hữu và phân phối dữ liệu thu thập được trong quá trình yêu cầu của họ không hiệu quả, sẽ dẫn đến trải nghiệm của người tiêu dùng tiêu cực. Không có phản ứng, phản ứng kém, phản ứng quá sớm hoặc quá muộn bằng tác động tiêu cực đến thái độ và hành vi của người tiêu dùng.
Đối với phương tiện đặc biệt này, kiến trúc thu nhận chì thường bao gồm biểu mẫu Web để thu thập dữ liệu người tiêu dùng, cơ sở dữ liệu lưu trữ tạm thời hoặc liên tục thông tin đó để phân phối tiếp theo và ứng dụng phần mềm để phân phối dữ liệu ở các cấp phù hợp.
Kiến trúc phân phối sẽ khác nhau tùy thuộc vào mục tiêu của thế hệ khách hàng tiềm năng. Thế hệ với mục đích bán bản thân yêu cầu cho một tổ chức khác thường bao gồm phương pháp chọn một hoặc nhiều người mua và sau đó truyền dẫn qua nhiều phương tiện tiềm năng, như: XML, cặp giá trị - tên, fax, email, điện thoại. Trong trường hợp khách hàng tiềm năng được tạo ra để sử dụng riêng của tổ chức, nó có thể đơn giản bao gồm một trang web để hiển thị nội dung của cơ sở dữ liệu khách hàng tiềm năng hoặc một hành động email đơn giản từ chính biểu mẫu Web.

### Hoạt động quy trình tiếp thị và bán hàng
Khi thông tin khách hàng tiềm năng được thu thập và phân phối, sau đó nó được chuyển đến phòng tiếp thị và/hoặc bộ phận quản lý bán hàng, những người sẽ tiếp tục thực hiện các hoạt động quản lý khách hàng tiềm năng trong việc theo đuổi hoàn thành bán hàng. Các hoạt động quản lý khách hàng tiềm năng được thành lập nên cung cấp kết nối và trách nhiệm cần thiết giữa hai đơn vị hoạt động đó và khi được quản lý đúng cách, nâng cao hiệu quả của cả hai hoạt động.
Quan hệ kiến trúc rất giống với băng chuyền trật tự trong một quán ăn ngắn. Băng chuyền này là thông tin liên lạc và trách nhiệm giữa người phục vụ và đầu bếp. Nếu không có đơn đặt hàng phối hợp đơn giản này sẽ bị mất, chuẩn bị không chính xác, hoặc được chuẩn bị theo thứ tự ngẫu nhiên làm mất niềm tin của khách hàng.
Đối với các nhóm quản lý có nền tảng vững chắc trong các nguyên tắc quản lý khách hàng tiềm năng, quá trình này sẽ tạo ra hiệu quả và trách nhiệm giải trình cao hơn giữa các hoạt động tiếp thị và bán hàng. Như đã nói ở trên, nền tảng công nghệ dẫn đầu và bán hàng ngày càng tăng cung cấp một số mạch dữ liệu "đóng vòng lặp", theo dõi hiệu quả tổng thể của mọi thứ từ việc tạo ra khách hàng tiềm năng, ưu tiên, phân phối đến bố trí cuối cùng, và sau đó quay lại hiệu chỉnh lại quy trình.
Để tiếp thị, phần này của kiến trúc chủ yếu quản lý các phân tích về tạo, phân phối và định vị khách hàng tiềm năng. Để bán hàng, kiến trúc cung cấp phương thức phân phối nhanh, chính xác, ngoài các quy trình quản lý và trách nhiệm được cải thiện cho hoạt động bán hàng.

### Truyền thông
Trung tâm trung tâm của quá trình quản lý khách hàng tiềm năng một khi các kiến trúc trước đó được đặt ra là giao tiếp. Nguyên tắc quản lý khách hàng tiềm năng hiệu quả yêu cầu thông tin liên lạc cấp cao chính xác và ở mức độ cao, cả trong nội bộ tổ chức và bên ngoài với các yêu cầu của khách hàng tiềm năng.
Chức năng truyền thông nên bao gồm nguồn thông tin yêu cầu thông minh và cung cấp các phương tiện thích hợp cho các phương pháp liên hệ quá mức như điện thoại, email hoặc các hình thức liên lạc khác. Ngoài các phương pháp truyền thông, các công nghệ hiện nay còn cung cấp các hệ thống tiếp thị khả năng thực hiện các hoạt động nuôi dưỡng khách hàng tiềm năng thông qua hệ thống tự động hóa, thường bao gồm danh sách email chọn lọc, hệ thống quay số điện thoại tự động hoặc danh sách gửi bản sao cứng để tăng khả năng hiện diện thương hiệu, chạm đến nhu cầu của khách hàng. Trong nhiều trường hợp, đặc biệt là khi các yêu cầu có thể không sẵn sàng để làm việc với doanh nghiệp ngay lập tức, điều quan trọng là duy trì liên tục việc truyền thông nuôi dưỡng khách hàng tiềm năng cho việc bán hàng trong tương lai và thực hành quản lý khách hàng hiệu quả bao gồm các phương pháp này.

### Phân tích
Kiến trúc phân tích là kiến trúc cuối cùng và một khi các kiến trúc khác được đặt ra, phần quan trọng nhất của một hệ thống quản lý khách hàng tiềm năng hiệu quả. Phần kiến trúc này cho phép đánh giá và phân tích động các hành động của khách hàng tiềm năng, kênh tiếp thị và hiệu suất bán hàng. Phần mềm thuộc loại này được gọi là phân bổ tiếp thị.
Đối với nhiều tổ chức, là tổ chức tiếp thị đường ống tối ưu hóa các chỉ số hậu tiềm năng như doanh thu có thể rất quan trọng trong việc ra quyết định cải thiện sản xuất, lợi tức đầu tư và hiệu suất tổng thể và lợi ích chi phí của chiến lược tiếp thị và bán hàng của họ.

## Tối ưu hóa quản lý khách hàng tiềm năng
Khi các nhà cung cấp lớn hơn làm việc với các tổ chức đối tác như nhà phân phối, người bán lại, nhà môi giới và các đối tác kênh khác, những nhà cung cấp này thường phân phối khách hàng tiềm năng để cung cấp liên hệ địa phương cho những khách hàng tiềm năng đó và đối tác 'cung cấp' với cơ hội kinh doanh mới. Hôm nay có hai phương pháp chính để phân phối bán hàng dẫn đến đối tác: Đẩy hoặc Kéo.
Đẩy: Phương thức đẩy gửi khách hàng tiềm năng đến các đối tác cụ thể giả định rằng các đối tác đó sẽ theo dõi và làm việc trên các khách hàng tiềm năng đó. Thách thức với 'đẩy' là một thực tế là thường nhân viên bán hàng tại địa phương có thể không thể tham gia ngay lập tức vì nhiều lý do khác nhau như họ đang đi nghỉ mát.
Pull: Phương thức kéo được tạo ra để thúc đẩy nhân viên bán hàng 'kéo' khách hàng tiềm năng từ hệ thống có sẵn trực tuyến, từ đó giao cho một người cụ thể khi họ tham gia.

## Chức năng kỹ thuật

### Sở hữu khách hàng tiềm năng
Chức năng sở hữu khách hàng tiềm năng nên cho phép thu thập dữ liệu khách hàng đơn giản và hiệu quả vào hệ thống quản lý khách hàng tiềm năng. Các chức năng sở hữu phải có khả năng hỗ trợ nhiều kênh tiếp thị và phương pháp thu thập dữ liệu. Một số ví dụ bao gồm:
- Chuyển dữ liệu điện tử

Chức năng sở hữu này có thể bao gồm việc truyền dữ liệu khách hàng rời rạc thông qua các công nghệ như cặp giá trị - tên, XML, RSS, HTTP POST và FTP. Các công nghệ này có thể được sử dụng kết hợp với trang web riêng của tổ chức hoặc nhà cung cấp chính của bên thứ ba. Các nhà cung cấp dịch vụ khách hàng tiềm năng thường sẽ cung cấp khách hàng tiềm năng qua email chuẩn. Những khách hàng tiềm năng này có thể được thu thập bằng điện tử bằng cách phân tách email và sau đó gửi khách hàng tiềm năng bằng một trong các phương pháp được mô tả ở trên.
- Nhập hàng loạt

Chức năng sở hữu này có thể bao gồm nhập dữ liệu của nhiều khách hàng tiềm năng thông qua các công nghệ như Microsoft Excel, CSV hoặc các giá trị dữ liệu lô được định dạng khác. Các công nghệ này có thể được sử dụng để thu được các khách hàng tiềm năng đã được lưu trữ trong các hệ thống khác, được lắp ráp từ danh sách hoặc các nguồn số lượng lớn khác.
- Áp dụng nhanh các biểu mẫu web

Chức năng sở hữu này có thể bao gồm các trang đích hoặc giao diện bán hàng trên web. Công nghệ này có thể được sử dụng để có được dữ liệu khách hàng tiềm năng rời rạc thông qua đầu vào thủ công vào một biểu mẫu dạng ứng dụng.

### Lọc và đánh giá khách hàng tiềm năng
Mỗi doanh nghiệp ngày nay đều phải theo dõi mọi yêu cầu và khách hàng tiềm năng được tạo ra. Có rất nhiều nguồn từ nơi mà các khách hàng tiềm năng khác nhau được tạo ra. Đối với các tổ chức khác nhau, rất khó quản lý yêu cầu và theo dõi những khách hàng tiềm năng đó và quan trọng nhất là phải biết chuyển đổi từ nhiều  nguồn khách hàng tiềm năng khác nhau. Một hệ thống quản lý yêu cầu tốt giúp tiết kiệm rất nhiều thời gian và công sức và tiết kiệm rất nhiều giờ cho một công ty. Hầu hết các hệ thống quản lý khách hàng tiềm năng sẽ có một số phương pháp thông minh để lọc và đánh giá dữ liệu khách hàng tiềm năng vào các phân loại hữu ích. Có vô số cách để hoàn thành quá trình này và một số trong số đó có thể là cụ thể cho các ngành công nghiệp. Sau đây là danh sách các chức năng có thể được đề xuất:
- Xác minh dữ liệu (ví dụ: số điện thoại, mã zip, chà địa chỉ)
- Thông minh thiết bị (nghĩa là, vân tay thiết bị, phát hiện proxy botnet, vị trí địa lý thực, phát hiện ip thực)
- Chăm sóc khách hàng tiềm năng
- Kiểm tra gian lận
- Bổ sung dữ liệu (ví dụ: thêm dữ liệu của bên thứ ba chẳng hạn như tín dụng, tùy chọn, lịch sử mua)
- Chấm điểm / Ghi điểm khách hàng tiềm năng
- Ưu tiên